# Suipinima
Suipinima – rodzaj chrząszczy z rodziny kózkowatych i z podrodziny zgrzypikowych. 

## Zasięg występowania
Przedstawiciele tego rodzaju występują w Boliwii, Brazylii oraz w Ekwadorze.

## Systematyka
Do Suipinima zaliczanych jest 6 gatunków:
- Suipinima eccentrica
- Suipinima flavumtuberculata
- Suipinima marginalis
- Suipinima pitanga
- Suipinima suturalis
- Suipinima una